# Allégorie de la ville de Madrid
Allégorie de la ville de Madrid (espagnol : Alegoría de la villa de Madrid est une huile sur toile de Francisco de Goya. Elle a été peinte en 1809, alors que la capitale était occupée par la France napoléonienne. 

## Contexte
L'image de Joseph I,  frère de Napoléon était initialement peinte sur l’écu ovale. Après la bataille de Arapiles, l'armée française quitta la capitale et le conseil décida de supprimer la figure du roi français et de le remplacer par le mot « Constitution » . Mais quelques mois plus tard, à la suite du retour de Joseph Ier à Madrid, Goya est chargé de reprendre le portrait du souverain et confie la retouche du médaillon à son élève Felipe Abás Aranda. Après la guerre, la Constitution fut abolie et les autorités municipales de Madrid commandèrent à Goya d’y peindre le roi Ferdinand VII d'Espagne. Le peintre aragonais fit du monarque absolutiste si mauvais portrait que le roi commanda à un autre peintre de refaire le travail en 1826. En 1843, son effigie fut supprimée et remplacée par le livre de la Constitution espagnole de 1812. En 1873, alors qu'Isabelle II d'Espagne était détrônée, le maire de Madrid, le libéral marquis de Sardoal, ordonna d'effacer les repeints précédents et d’ajouter une note au dos du tableau Dos de Mayo : « être un fait historique générique n'est pas soumis à l'évolution des opinions des hommes » — cet ajout est effectué par Vicente Palmaroli. 

## Analyse
La peinture dépeint une figure féminine vêtue de blanc, avec manteau de pourpre et d'or appuyée sur les armes de la ville de Madrid, avec l'ours et l'arbousier. La femme montre un écu ovale (un tableau dans le tableau) représentant le monarque dans sa version originale, remplacée aujourd'hui par l'inscription patriotique. Un chien à ses pieds symbolise la fidélité. Deux anges adolescents soutiennent l’écu ovale, tandis que deux autres volent et portent une couronne de laurier (la gloire, le triomphe) et une trompette de la renommée. 
Il est actuellement exposé au Musée d'histoire de Madrid.